# Turul Franței 2009

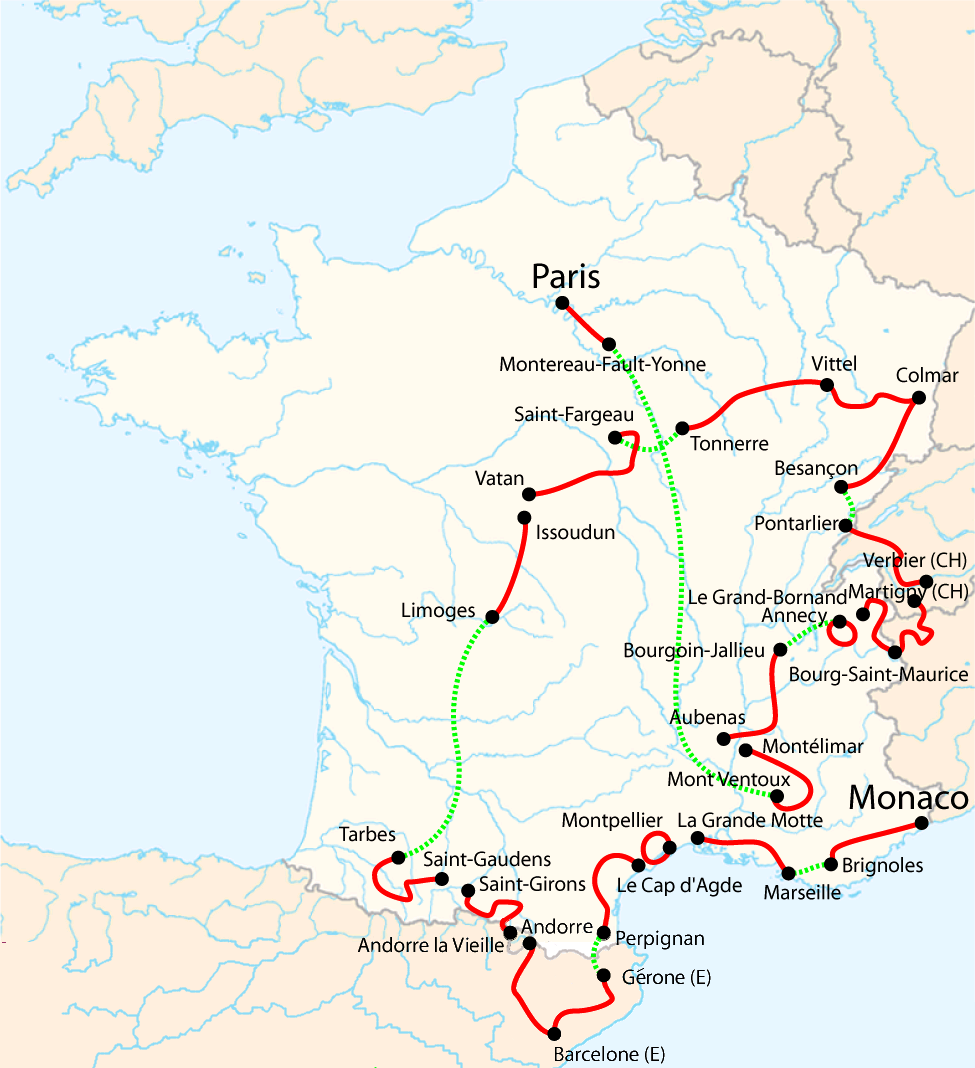
traseul ediţiei 2009

Turul Franței 2009, cea de-a 96-a ediție a Turului Franței, s-a desfășurat între 4 si 26 iulie 2009. Plecarea s-a dat în Monaco, iar porțiuni de traseu au trecut și prin Spania, Andorra și Elveția.

## Echipe participante
20 echipe au fost invitate să participe la cursă: 17 echope din cele 18 din circuitul UCI ProTour și 3 echipe din circuitul UCI Continental:
| - Belgia Quick Step Silence-Lotto - Danemarca Team Saxo Bank - Elveția Cervélo TestTeam - Franța Ag2r-La Mondiale Agritubel Bbox Bouygues Telecom Cofidis Française des Jeux | - Germania Team Milram - Italia Lampre-N.G.C. Liquigas - Kazahstan Astana - Olanda Rabobank Skil-Shimano | - Rusia Team Katusha - Spania Caisse d'Epargne Euskaltel-Euskadi - Statele Unite Garmin-Slipstream Team Columbia-High Road |

## Etape
| Etapă | Dată     | Start                 | Sosire               | Km  | Tip etapă    | Tip etapă                     | Câștigător         |
| ----- | -------- | --------------------- | -------------------- | --- | ------------ | ----------------------------- | ------------------ |
| 1     | 4 iulie  | Monaco                | Monaco               | 15  |              | Crontra-cronometru individual | Fabian Cancellara  |
| 2     | 5 iulie  | Monaco                | Brignoles            | 182 |              | Etapă plată                   | Mark Cavendish     |
| 3     | 6 iulie  | Marseille             | La Grande-Motte      | 196 |              | Etapă plată                   | Mark Cavendish     |
| 4     | 7 iulie  | Montpellier           | Montpellier          | 38  |              | Contra-cronometru pe echipe   | Astana             |
| 5     | 8 iulie  | Le Cap d'Agde         | Perpignan            | 197 |              | Etapă plată                   | Thomas Voeckler    |
| 6     | 9 iulie  | Girona                | Barcelona            | 175 |              | Etapă plată                   | Thor Hushovd       |
| 7     | 10 iulie | Barcelona             | Andorra              | 224 |              | Etapă de munte                | Brice Feillu       |
| 8     | 11 iulie | Andorra la Vella      | Saint-Girons         | 176 |              | Etapă de munte                | Luis-Leon Sanchez  |
| 9     | 12 iulie | Saint-Gaudens         | Tarbes               | 160 |              | Etapă de munte                | Pierrick Fedrigo   |
| R     | 13 iulie | N/A                   | N/A                  | N/A | Zi de repaos | Zi de repaos                  |                    |
| 10    | 14 iulie | Limoges               | Issoudun             | 193 |              | Etapă plată                   | Mark Cavendish     |
| 11    | 15 iulie | Vatan                 | Saint-Fargeau        | 192 |              | Etapă plată                   | Mark Cavendish     |
| 12    | 16 iulie | Tonnerre              | Vittel               | 200 |              | Etapă plată                   | Nicki Sørensen     |
| 13    | 17 iulie | Vittel                | Colmar               | 200 |              | Etapă intermediară            | Heinrich Haussler  |
| 14    | 18 iulie | Colmar                | Besançon             | 199 |              | Etapă plată                   | Serguei Ivanov     |
| 15    | 19 iulie | Pontarlier            | Verbier              | 207 |              | Etapă de munte                | Alberto Contador   |
| R     | 20 iulie | N/A                   | N/A                  | N/A | Zi de repaos | Zi de repaos                  |                    |
| 16    | 21 iulie | Martigny              | Bourg-Saint-Maurice  | 160 |              | Etapă de munte                | Mikel Astarloza    |
| 17    | 22 iulie | Bourg-Saint-Maurice   | Le Grand-Bornand     | 169 |              | Etapă de munte                | Frank Schleck      |
| 18    | 23 iulie | Annecy                | Annecy               | 40  |              | Crontra-cronometru individual | Alberto Contador   |
| 19    | 24 iulie | Bourgoin-Jallieu      | Aubenas              | 195 |              | Etapă plată                   | Mark Cavendish     |
| 20    | 25 iulie | Montélimar            | Mont Ventoux         | 167 |              | Etapă de munte                | Juan Manuel Garate |
| 21    | 26 iulie | Montereau-Fault-Yonne | Paris Champs-Élysées | 160 |              | Etapă plată                   | Mark Cavendish     |

## Clasamente

### Clasament general (tricoul galben)
|     | Ciclist               | Țară                       | Echipă              | Timp         |
| --- | --------------------- | -------------------------- | ------------------- | ------------ |
| 1   | Alberto Contador      | Spania                     | Astana              | 85h 48' 35"  |
| 2   | Andy Schleck          | Luxemburg                  | Team Saxo-Bank      | + 4' 11"     |
| 3   | Lance Armstrong       | Statele Unite ale Americii | Astana              | + 5' 24"     |
| 4   | Bradley Wiggins       | Regatul Unit               | Garmin - Slipstream | + 6' 01"     |
| 5   | Frank Schleck         | Luxemburg                  | Team Saxo Bank      | + 6' 04"     |
| 6   | Andréas Klöden        | Germania                   | Astana              | + 6' 42"     |
| 7   | Vicenzo Nibali        | Italia                     | Liquigas            | + 7' 35"     |
| 8   | Christian Vande Velde | Statele Unite ale Americii | Garmin - Slipstream | + 12' 04"    |
| 9   | Roman Kreuziger       | Cehia                      | Liquigas            | + 14' 16"    |
| 10  | Christophe Le Mevel   | Franța                     | Française des Jeux  | + 14' 25"    |
| ... | ...                   | ...                        | ...                 | ...          |
| 156 | Yauheni Hutarovich    | Belarus                    | Française des Jeux  | + 4h 16' 27" |

### Clasamentul pe puncte (tricoul verde)
| Loc | Ciclist            | Țară                       | Echipă              | Puncte  |
| --- | ------------------ | -------------------------- | ------------------- | ------- |
| 1   | Thor Hushovd       | Norvegia                   | Cervelo Test Team   | 280 pts |
| 2   | Mark Cavendish     | Regatul Unit               | Team Columbia HTC   | 270 pts |
| 3   | Gerald Ciolek      | Germania                   | Team Milram         | 172 pts |
| 4   | Jose Joaquin Rojas | Spania                     | Caisse D'Epargne    | 145 pts |
| 5   | Tyler Farrar       | Statele Unite ale Americii | Garmin - Slipstream | 136 pts |

### Clasamentul cățărătorilor (tricoul alb cu buline roșii)
| Loc | Ciclist           | Țară      | Echipă                | Puncte  |
| --- | ----------------- | --------- | --------------------- | ------- |
| 1   | Franco Pellizotti | Italia    | Liquigas              | 210 pts |
| 2   | Egoi Martinez     | Spania    | Euskaltel - Euskadi   | 135 pts |
| 3   | Alberto Contador  | Spania    | Astana                | 126 pts |
| 4   | Andy Schleck      | Luxemburg | Team Saxo Bank        | 111 pts |
| 5   | Pierrick Fedrigo  | Franța    | BBOX Bouygues Telecom | 99 pts  |

### Clasamentul tinerilor (tricoul alb)
| Loc | Ciclist         | Țară      | Echipă                | Timp        |
| --- | --------------- | --------- | --------------------- | ----------- |
| 1   | Andy Schleck    | Luxemburg | Team Saxo Bank        | 85h 52' 46" |
| 2   | Vicenzo Nibali  | Italia    | Liquigas              | + 3' 24"    |
| 3   | Roman Kreuziger | Cehia     | Liquigas              | + 10' 05"   |
| 4   | Pierre Rolland  | Franța    | BBOX Bouygues Telecom | + 33' 33"   |
| 5   | Nicolas Roche   | Irlanda   | AG2R La Mondiale      | + 34' 09"   |

### Clasamentul pe echipe
| Loc | Echipă                     | Țară                       | Timp         |
| --- | -------------------------- | -------------------------- | ------------ |
| 1   | Astana                     | Kazahstan                  | 256h 02' 58" |
| 2   | Garmin - Slipstream        | Statele Unite ale Americii | + 22' 35"    |
| 3   | Team Saxo Bank             | Danemarca                  | + 28' 34"    |
| 4   | AG2R La Mondiale           | Franța                     | + 31' 47"    |
| 5   | Liquigas                   | Italia                     | + 43' 31"    |
| 6   | Euskaltel - Euskadi        | Spania                     | + 58' 05"    |
| 7   | Française des Jeux         | Franța                     | + 1h 01' 48" |
| 8   | Cofidis le crédit en ligne | Franța                     | + 1h 05' 34" |
| 9   | Team Katusha               | Rusia                      | + 1h 13' 57" |
| 10  | Agritubel                  | Franța                     | + 1h 20' 38" |
| 11  | Caisse D'Epargne           | Spania                     | + 1h 23' 05" |
| 12  | Team Milram                | Germania                   | + 1h 24' 10" |
| 13  | Silence - Lotto            | Belgia                     | + 1h 24' 38" |
| 14  | Team Columbia HTC          | Statele Unite ale Americii | + 1h 29' 54" |
| 15  | BBOX Bouygues Telecom      | Franța                     | + 1h 32' 59" |
| 16  | Cervelo Test Team          | Elveția                    | + 1h 40' 08" |
| 17  | Rabobank                   | Țările de Jos              | + 1h 59' 45" |
| 18  | Quick Step                 | Belgia                     | + 2h 40' 01" |
| 19  | Lampre - N. G. C.          | Italia                     | + 3h 59' 03" |
| 20  | Skil - Shimano             | Țările de Jos              | + 7h 02' 52" |

Ultima actualizare: 21 august 2009